# Bęblik dwuplamek

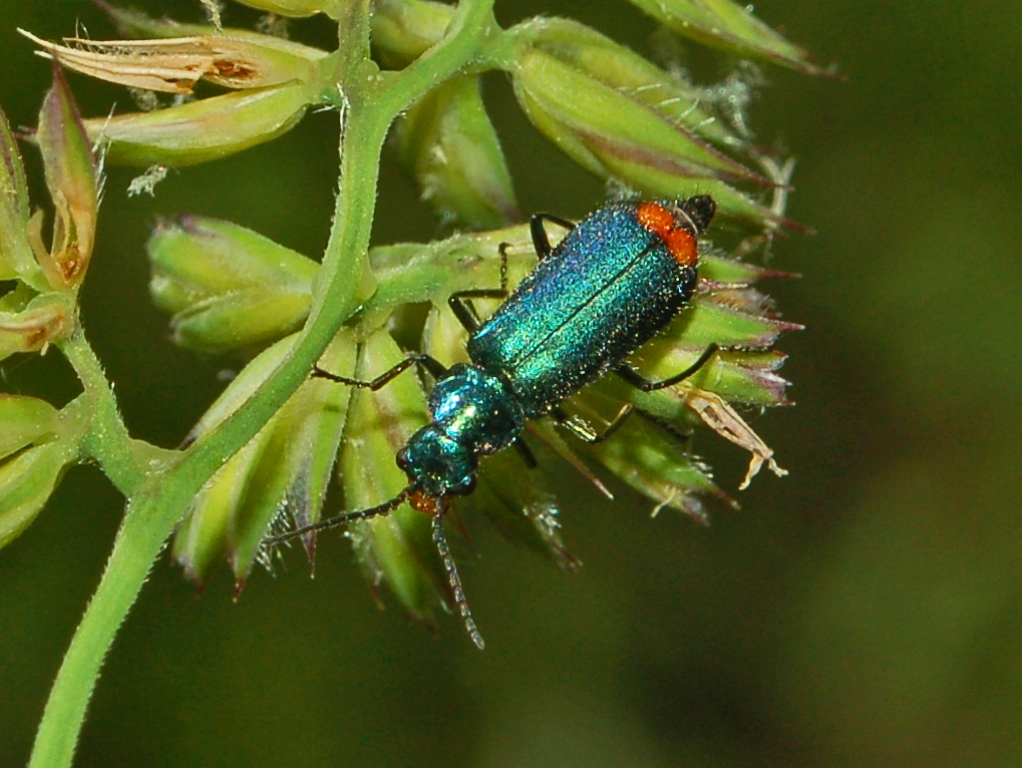

Bęblik dwuplamek (Malachius bipustulatus) – gatunek owada z rodziny bęblikowatych.
Wygląd
Długość 0,6-0,7 cm. Zielony z czerwonymi lub żółtawymi końcami pokryw i tej samej barwy plamami na przedpleczu i przedniej części głowy. W środkowej Europie żyje 16 gatunków podobnych do siebie owadów z rodzaju Malachius (bębliki) o zróżnicowanej liczebności (w Polsce stwierdzono dotychczas 9). Dokładne oznaczenie któregoś z nich jest możliwe po ustaleniu położenia gruczołów zapachowych u samca. W razie zagrożenia bębliki uwypuklają czerwone fałdy skórne, które znajdują się na bokach ich ciała, służące do odstraszenia prześladowcy.
Środowisko
Kwietne łąki, pobocza dróg i tym podobne biotopy.
Występowanie
W całej Europie i większości części strefy umiarkowanej Azji.
Liczebność
Spotykany regularnie i miejscami bardzo pospolity.
Rozród
Przedstawiciele obu płci odszukują się "chemicznie". Samiec wydziela z gruczołów specyficzne dla gatunku związki zapachowe, które rozpoznaje samica.
Pożywienie
Wszystkie bęblikowate są wszystkożerne.